# Mychael Danna
Mychael Danna, né le 20 septembre 1958 à Winnipeg, est un compositeur de musique canadien.

## Biographie
En 2006, il reçoit un BMI Film and TV Awards pour la musique du film Little Miss Sunshine.
En 2013, il reçoit l'Oscar de la meilleure musique de film pour L'Odyssée de Pi.

## Filmographie

### Cinéma

#### Longs métrages
- 1978 : Metal Messiah de Tibor Takács

##### Années 1980
- 1987 : Family Viewing d'Atom Egoyan
- 1987 : Caribe de Michael Kennedy
- 1988 : Blood Relations de Graeme Campbell
- 1988 : Murder One de Graeme Campbell
- 1989 : Termini Station d'Allan King
- 1989 : Cold Comfort de Vic Sarin
- 1989 : Speaking Parts  d'Atom Egoyan
- 1989 : One Man Out (Erik) de Michael Kennedy

##### Années 1990
- 1990 : Still Life (Art Killer Framed) de Graeme Campbell
- 1991 : The Adjuster (L'Expert en sinistres) d'Atom Egoyan
- 1991 : The Big Slice de John Bradshaw
- 1991 : Montréal vu par… (Montreal Sextet) de Denys Arcand, Michel Brault, Atom Egoyan, Jacques Leduc, Léa Pool, Patricia Rozema
- 1993 : Ordinary Magic (1993) de Giles Walker
- 1994 : Exotica d'Atom Egoyan
- 1994 : The Darling Family d'Alan Zweig
- 1995 : Dance Me Outside de Bruce McDonald
- 1995 : Johnny Mnemonic de Robert Longo (director's cut) (Japanese release)
- 1996 : Lilies - Les feluettes de John Greyson
- 1996 : Kama Sutra: A Tale of Love de Mira Nair
- 1997 : Ice Storm d'Ang Lee
- 1997 : De beaux lendemains (The Sweet Hereafter) d'Atom Egoyan
- 1997 : Regeneration de Gillies MacKinnon
- 1999 : The Confession (en) de David Hugh Jones
- 1999 : 8 millimètres de Joel Schumacher
- 1999 : Le Voyage de Félicia (Felicia's Journey) d'Atom Egoyan
- 1999 : Chevauchée avec le diable (Ride with the Devil) d'Ang Lee
- 1999 : Une vie volée (Girl, Interrupted) de James Mangold

##### Années 2000
- 2000 : Un amour infini (Bounce) de Don Roos
- 2001 : Green Dragon de Timothy Linh Bui
- 2001 : Le Mariage des moussons (Monsoon Wedding) de Mira Nair
- 2001 : Cœurs perdus en Atlantide (Hearts in Atlantis) de Scott Hicks
- 2002 : Ararat d'Atom Egoyan
- 2002 : Les Hommes (The Guys) de Jim Simpson
- 2002 : Antwone Fisher de Denzel Washington
- 2003 : Le Mystificateur (Shattered Glass) de Billy Ray
- 2003 : The Snow Walker de Charles Martin Smith
- 2004 : Vanity Fair : La Foire aux vanités de Mira Nair
- 2004 : Adorable Julia (Being Julia) d'István Szabó
- 2005 : Aurora Borealis de James C.E. Burke
- 2005 : La Vérité nue (Where the Truth Lies) d'Atom Egoyan
- 2005 : Capote de Bennett Miller
- 2005 : Water de Deepa Mehta
- 2005 : Tideland de Terry Gilliam (composé avec Jeff Danna)
- 2005 : Eve and the Fire Horse de Julia Kwan
- 2006 : Little Miss Sunshine de Jonathan Dayton & Valerie Faris
- 2006 : Cœurs perdus (Lonely Hearts) de Todd Robinson
- 2006 : The Nativity Story de Catherine Hardwicke
- 2007 : Agent double de Billy Ray
- 2007 : La Faille (Fracture) de Gregory Hoblit
- 2007 : Les Rois de la glisse (Surf's Up) d'Ash Brannon & Chris Buck
- 2008 : Trucker de James Mottern
- 2008 : Adoration d'Atom Egoyan
- 2008 : Stone of Destiny de Charles Martin Smith
- 2008 : New-York, I Love you : film à sketchs
- 2008 : Heaven on Earth de Deepa Mehta
- 2008 : Love Manager (Management) de Stephen Belber
- 2008 : Harcelés (Lakeview Terrace) de Neil LaBute (composé avec Jeff Danna)
- 2008 : Grenades et myrrhe (Al-mor wa al rumman) de Najwa Najjar
- 2008 : 8 - segment How can it be ?
- 2009 : (500) jours ensemble ((500) days of Summer) de Marc Webb
- 2009 : L'Imaginarium du docteur Parnassus (The Imaginarium of Doctor Parnassus) de Terry Gilliam (composé avec Jeff Danna)
- 2009 : Hors du temps (The Time Traveler’s Wife) de Robert Schwentke
- 2009 : Chloé (Chloe) d'Atom Egoyan
- 2009 : Cooking with Stella de Dilip Mehta

##### Années 2010
- 2010 : Trop loin pour toi (Going the distance) de Nanette Burstein
- 2010 : Seule contre tous (The Whistleblower) de Larysa Kondracki
- 2011 : Le Stratège (Moneyball) de Bennett Miller
- 2012 : L'Odyssée de Pi (Life of Pi) d'Ang Lee
- 2013 : Les Trois Crimes de West Memphis (Devil's Knot) d'Atom Egoyan
- 2014 : Transcendance de Wally Pfister
- 2014 : Captives  (The Captive) d'Atom Egoyan
- 2015 : Remember d'Atom Egoyan
- 2015 : Le Voyage d'Arlo (The Good Dinosaur) de Peter Sohn (composé avec Jeff Danna)
- 2016 : Cigognes et compagnie (Storks) de Nicholas Stoller et Doug Sweetland (composé avec Jeff Danna)
- 2016 : Un jour dans la vie de Billy Lynn (Billy Lynn's Long Halftime Walk) d'Ang Lee (composé avec Jeff Danna)
- 2017 : Parvana, une enfance en Afghanistan (The Breadwinner) de Nora Twomey (composé avec Jeff Danna)
- 2017 : Charles Dickens, l'homme qui inventa Noël (The Man Who Invented Christma) de Bharat Nalluri
- 2018 : Une femme d'exception (On the Basis of Sex) de Mimi Leder
- 2019 : L'Incroyable Aventure de Bella (A Dog's Way Home) de Charles Martin Smith
- 2019 : Après le mariage (After the Wedding) de Bart Freundlich
- 2019 : Opération Brothers (Operation Brothers) de Gideon Raff
- 2019 : Guest of Honour d'Atom Egoyan
- 2019 : La Famille Addams (The Addams Family) de Greg Tiernan et Conrad Vernon (composé avec Jeff Danna)

##### Années 2020
- 2020 : En avant (Onward) de Dan Scanlon (composé avec Jeff Danna)
- 2022 : Là où chantent les écrevisses (Where the Crawdads Sing) d'Olivia Newman
- 2022 : Le Dragon de mon père (My Father's Dragon) de Nora Twomey (composé avec Jeff Danna)
- 2023 : Le Challenge (No Hard Feelings) de Gene Stupnitsky (composé avec Jessica Rose Weiss)
- 2023 : Seven Veils d'Atom Egoyan

#### Courts métrages
- 1989 : Without Work: Not by Choice de Geoff Bowie
- 1999 : Don't Think Twice de Sarah Polley
- 2001 : The Hire : Chosen de Ang Lee
- 2005 : Sohni Sapna de Shaleen Sangha
- 2008 : Migration de Mira Nair
- 2015 : Sanjay's Super Team de Sanjay Patel

### Télévision
- 1991 : Johann's Gift to Christmas de René Bonnière
- 1993 : Gross Misconduct d'Atom Egoyan
- 1993 : Hush Little Baby de Jorge Montesi
- 1994 : Narmada: A Valley Rises d'Ali Kazimi
- 1995 : Road to Avonlea de Paul Shapiro
- 1996 : Dangerous Offender: The Marlene Moore Story
- 1998 : At the End of the Day: The Sue Rodriguez Story  (Le Combat de Sue Rodriguez) de Sheldon Larry
- 2002 : Stranger Inside
- 2002 : The Matthew Shepard Story (TV) (L'Affaire Matthew Shepard) de Roger Spottiswoode
- 2005 : Medium Série TV  musique avec Sean Callery & Jeff Beal
- 2008 : New Amsterdam série télévisée d'Allan Loeb (en), Christian Taylor
- 2009 : Dollhouse série télévisée de Joss Whedon

## Récompenses et distinctions

### Récompenses
- BMI Film & TV Awards
  - 2007 : Little Miss Sunshine
  - 2005 : Medium avec Jeff Beal
- Gemini Awards The Matthew Shepard Story avec Jeff Danna
- Genie Awards
  - 2006 : Water
  - 2003 : Ararat
  - 2000 : Felicia's Journey
  - 1997 : The Sweet Hereafter
  - 1994 : Exotica
- Leo Awards 2004 -The Snow Walker
- 2012 : Las Vegas Film Critics Society Awards pour L'Odyssée de Pi
- 2013 : Golden Globes : Meilleure musique de film pour L'Odyssée de Pi
- 2013 : Oscars du cinéma : Meilleure musique pour L'Odyssée de Pi
- 2013 : International Film Music Critics Association Awards : Musique de l'année pour L'Odyssée de Pi
- 2016 : Festival du film de Hollywood : Prix du Meilleur Compositeur de Musique de Film pour Un jour dans la vie de Billy Lynn et Cigognes et compagnie[1].

### Nominations
- Csapnivalo Awards (2000) De beaux lendemains
- Gemini Awards Road to Avonlea (1989)
- Genie Awards 1988 Family Viewing, Speaking Parts, 1996 Lilies - Les feluettes, 1997, 1999 Regeneration , 2004 The Snow Walker
- Grammy Awards -Little Miss Sunshine (2006)
- World Soundtrack Awards 2007 -Little Miss Sunshine